# Scarpia
Lo Scarpia o Lagna è un torrente, immissario del Lago d'Orta, che si sviluppa in provincia di Novara e per un breve tratto, nella provincia del Verbano-Cusio-Ossola.

## Percorso
Lo Scarpia propriamente detto nasce dalla confluenza di due torrenti, in provincia del Verbano-Cusio-Ossola, nel comune di Madonna del Sasso a circa 400 m s.l.m. dai monti della bassa Valsesia.
Entra in provincia di Novara e quindi compie un'ampia curva verso sud; scorre nel San Maurizio d'Opaglio e prosegue verso il Lago d'Orta, dove sfocia successivamente in comune di Pella, vicino all'impianto di depurazione Paesi del Lago, dopo aver percorsob20 km di corso.

## Stato ambientale del torrente Scarpia
Secondo alcuni prelievi d'acqua effettuati dall'ARPA, la qualità delle acque risulta molto elevata nel tratto alto; nel tratto ormai prossimo alla foce, lo Scarpia si inquina in maniera elevata. Lo scarico del suddetto depuratore rende la qualità poco superiore allo scadente (indice SACA), anche se la situazione era molto peggiore ai tempi dell'inquinamento del lago cusiano.

## Il riqualificamento fluviale del torrente Scarpia
Ultimamente gli enti che si occupano del problema stanno attuando (come per altri corsi d'acqua del Piemonte, quali Agogna e Belbo) è il cosiddetto contratto di Fiume. La serie di progetti proposti dagli enti, dovrebbe migliorare notevolmente lo stato di qualità delle acque.

## Portata
Lo Scarpia è un corso d'acqua a regime strettamente torrentizio e con una portata media piuttosto modesta.
I massimi quindi, si registrano nel caso di precipitazioni abbondanti ed i minimi nei mesi più siccitosi, con secche complete presso la foce nel Lago d'Orta.

## Fauna ittica
La fauna ittica è molto ben strutturata; il torrente è una riserva FIPSAS nel tratto di Madonna del Sasso. Vi si possono pescare trote sia iridee che fario ed in modo minore scazzoni.